# كيفن كلانسي
كيفن كلانسي (بالإنجليزية: Kevin Clancy) هو مدرب كرة قدم وحكم كرة قدم ولاعب كرة قدم بريطاني، ولد في 23 نوفمبر 1983.

## وصلات خارجية
- كيفن كلانسي على موقع Soccerway.com (الإنجليزية)